# Harry von Posadowsky-Wehner
Harry Graf von Posadowsky-Wehner (* 17. August 1869 in Neumark; † 5. November 1923 in Kassel) war ein deutscher Marineoffizier, zuletzt Konteradmiral sowie Marineattaché.

## Leben

### Familie
Er war der Sohn des Grafen Adolf Friedrich Edwin von Posadowsky-Wehner (1834–1919) und der Helene Nehring genannt von Szerdahelyi (1841–1889). Posadowsky heiratete am 17. Februar 1900 Erika Natalie Elisabeth Bertha von Witzleben-Normann (* 1880 in Weimar). Seine Kinder waren der deutsche Botschafter Harald von Posadowsky-Wehner (1910–1990) und Kurt Friedrich Edwin Arthur Herrmann von Posadowsky-Wehner, geb. 1903 in Berlin.

### Militärkarriere
Posadowsky-Wehner trat am 15. April 1887 als Kadett in die Kaiserliche Marine ein. In dieser wurde er regelmäßig befördert und hatte ab 1906 verschiedene Schiffskommandos inne und gehörte von da an zur sog. Schiffs-Abnahmekommission, d. h., er befehligte kurzzeitig Schiffe, die neu von den Werften kamen und anschließend einer rigorosen Einsatztauglichkeitsprüfung unterzogen wurden. So befehligte er unter anderem von 1906 bis 1908 das Kanonenboot Jaguar in China und dann bis 1909 den Kleinen Kreuzer Dresden.
Im Jahr 1911 wurde Posadowsky-Wehner, inzwischen Kapitän zur See, als Marineattaché an die deutsche Botschaft in Wien entsandt, wo er bis 2. Dezember 1912 mit maritimen Informationsbeschaffung, Auswertung der regionalen Publikationen sowie der Pflege von marinepolitischen Beziehungen beider Monarchien betraut war. Anschließend stand er zur Verfügung des Chefs der Marinestation der Nordsee und wurde schließlich am 7. Juni 1913 zur Disposition gestellt.
Mit Ausbruch des Ersten Weltkriegs wurde Posadowsky-Wehner als z.D.-Offizier wieder verwendet und zum Leiter der Sammelstelle Wannsee des Freiwilligen Motorbootkorps ernannt. Innerhalb des Korps war er von Oktober 1914 bis Juni 1917 Kommandeur der Weichsel-Flottille. Anschließend bis 31. Juli 1917 zur Verfügung des Chefs der Marinestation der Ostsee gestellt, fungierte er dann bis 26. April 1918 als Direktor der Ingenieur- und Deckoffizierschule der Marine. Vom April 1918 bis zum Kriegsende wurde er schließlich der Heeresgruppe „Eichhorn“ im Schwarzmeerraum zur Verfügung gestellt.
Am 31. Januar 1919 verließ Posadowsky-Wehner die Marine und erhielt am 17. Oktober 1919 mit Rangdienstalter vom 24. Januar 1919 noch den Charakter als Konteradmiral verliehen.